# Green Lantern (Film)
Green Lantern ist ein Superheldenfilm aus dem Jahr 2011, der auf der gleichnamigen Comicfigur von DC basiert.
Premiere hatte der Film am 15. Juni 2011, die Deutschlandpremiere fand am 25. Juli 2011 statt.

## Handlung
Der Film beginnt mit zwei parallelen Erzählsträngen: Auf der Erde wird Hal Jordan vorgestellt, der ein chaotisches Privatleben als Single führt, aber als waghalsiger Testpilot beim Flugzeughersteller Ferris Aircraft arbeitet. Trotz seines Erfolges wird Hal von seiner Chefin und bislang unerfüllten Jugendliebe Carol Ferris wegen seines Draufgängertums gerügt. Später stellt sich heraus, dass sein Vater als Testpilot abstürzte und der kleine Hal Jordan dies mitansah.
Parallel dazu wird von einem Zusammenschluss intelligenter außerirdischer Wesen, den sogenannten Wächtern, berichtet, die sich vor Millionen von Jahren zum Ziel gesetzt haben, das Universum zu beschützen. Sie nutzen dazu die Kraft des Willens. Diese Kraft des Willens kann über grüne Laternen und spezielle grüne Ringe kanalisiert werden, um Gedanken zu manifestieren oder durch das Universum zu reisen. Die mit dieser Kraft ausgestatteten Personen unterschiedlicher Spezies, Green Lanterns (Grüne Laternen) genannt, sind die Beschützer für jeweils einen von 3.600 Sektoren des Universums.
Das Korps der Green Lanterns hatte vor langer Zeit den Bösewicht Parallax gefangen genommen, einen gefallenen Wächter, der die grüne Kraft des Willens durch die gelbe Kraft der Angst ersetzen wollte. Statt die Angst zum Guten einsetzen zu können, erlag er jedoch der Kraft.
Parallax entkommt seinem Gefängnis zu Beginn des Films. Nachdem er bereits vier der stärksten Green Lanterns getötet und zwei Planeten zerstört hat, kann ein fünfter Green Lantern namens Abin Sur schwer verwundet entkommen, das Hauptquartier der Green Lanterns auf dem Planeten Oa alarmieren und auf der Erde notlanden. Die von ihm ausgesandte grüne Kraft des Willens wählt Hal als seinen Nachfolger. Abin Sur überreicht diesem im Sterben seinen grünen Ring und seine grüne Laterne und ermahnt den jungen Mann, den Schwur für das Korps zu leisten und sich der Ehre und der Verantwortung bewusst zu sein, die nun auf ihm liegt.
Ring und Laterne befördern Hal auf den Planeten Oa, den Heimatplaneten des Green Lantern Korps. Dort soll er im Umgang mit seinen neuen Kräften geschult werden, sieht sich aber mit hohen Erwartungen nicht nur als erster menschlicher Green Lantern, sondern auch als Nachfolger eines der besten Mitglieder des Korps konfrontiert. Da er sich eingestehen muss, nicht so furchtlos und stark zu sein, bricht er sein Training ab und kehrt auf die Erde zurück.
Während seiner Abwesenheit wird der auf der Erde verstorbene Abin Sur obduziert. Bei diesem Unterfangen kommt der Wissenschaftler Hector Hammond mit Spuren der DNA von Parallax in Kontakt. Dadurch erlangt er parapsychische Kräfte, verliert aber mehr und mehr den Verstand.
Schließlich treffen sich Hector, Hal und Carol auf einer Dinnerparty der Firma Ferris Aircraft. Mit den enttäuschten Erwartungen seines erfolgreichen Vaters und der unerwiderten Zuneigung zu Carol konfrontiert, verursacht Hector einen Unfall des Hubschraubers, in dem sein Vater sitzt. Hal macht erstmals von seinen Kräften Gebrauch, um als Green Lantern maskiert die Partygäste, Hectors Vater und Carol zu retten.
Zurück auf Oa wird offenbart, dass Parallax der frühere Wächter Krona ist, der durch den Wunsch nach Kontrolle über die gelbe Essenz der Angst selber zur Verkörperung der Angst wurde. Sinestro, der Anführer des Green Lantern Korps, meint, man könne Angst nur mit Angst besiegen und veranlasst die Herstellung eines gelben Ringes. Er ist bereit, die Erde zu opfern, um Oa zu retten. Hal bittet ihn aber, den gelben Ring nicht einzusetzen, sondern ihm bei der Verteidigung der Erde beizustehen. Dieses Ansinnen wird von den Wächtern abgelehnt, jedoch wird Hal gestattet, auf seinen Heimatplaneten zurückzukehren, um ihn selbst zu verteidigen.
Zurück auf der Erde rettet Hal Carol vor Hector, indem er diesem seinen Ring anbietet. Parallax stößt hinzu und tötet Hector, da dieser es nicht geschafft hat, Jordan zu töten, und greift danach Coast City an.
Hal versucht daraufhin, Parallax mit Hilfe der Anziehungskraft der Sonne zu vernichten. Er hat Erfolg, verliert aber dabei das Bewusstsein und wird schließlich von drei anderen Green Lanterns gerettet, die ihm nun zu seiner Tapferkeit gratulieren.
Sinestro beauftragt Hal nun offiziell, als Green Lantern den Sektor zu schützen, in dem sich auch die Erde befindet.
Während des Abspanns sieht man Sinestro, wie er seinen grünen Ring durch den gelben Ring austauscht und sein grünes Kostüm zu gelb mutiert.

## Produktion

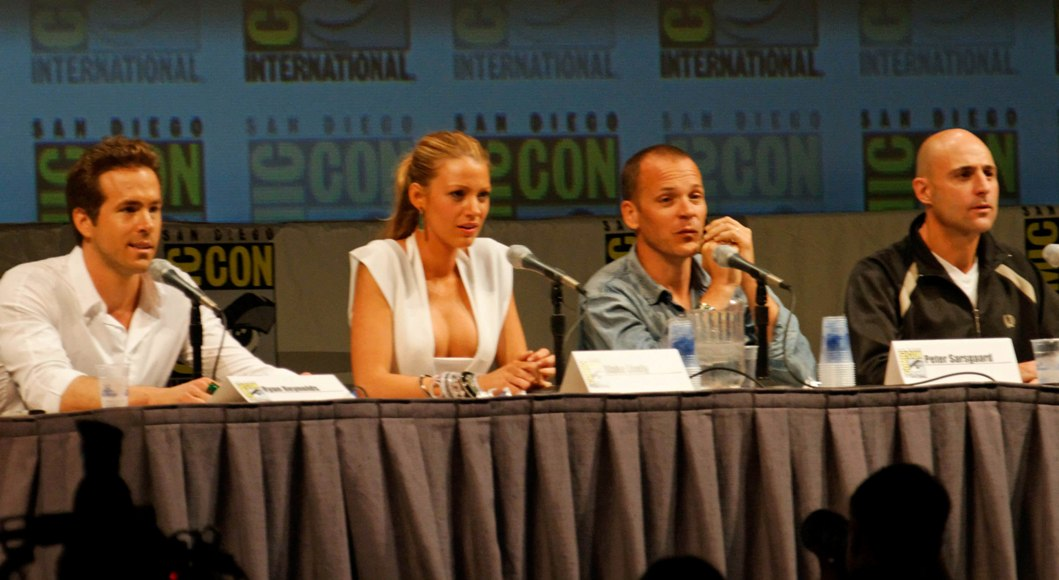
Die Darsteller Ryan Reynolds, Blake Lively, Peter Sarsgaard und Mark Strong (von links) bei der Comic Con 2010.

Ursprünglich sollte bereits im November 2009 in den australischen Fox Studios mit dem Dreh von Green Lantern begonnen werden, allerdings wurde der Termin um vier Monate verschoben. Die Dreharbeiten begannen schließlich am 15. März 2010 in New Orleans.

## Synchronisation
Synchronisiert wurde der Film unter der Regie von Sven Hasper nach einem Dialogbuch von Tobias Neumann.
| Rolle                      | Darsteller/in         | Deutsche Synchronstimme |
| -------------------------- | --------------------- | ----------------------- |
| Hal Jordan / Green Lantern | Ryan Reynolds         | Dennis Schmidt-Foß      |
| Carol Ferris               | Blake Lively          | Maria Koschny           |
| Hector Hammond             | Peter Sarsgaard       | Timmo Niesner           |
| Sinestro                   | Mark Strong           | Tom Vogt                |
| Senator Hammond            | Tim Robbins           | Tobias Meister          |
| Dr. Amanda Waller          | Angela Bassett        | Anke Reitzenstein       |
| Abin Sur                   | Temuera Morrison      | Martin Keßler           |
| Carl Ferris                | Jay O. Sanders        | Ronald Nitschke         |
| Jack Jordan                | Mike Doyle            | Florian Halm            |
| Janice Jordan              | Leanne Cochran        | Verena Mehnert          |
| Martin Jordan              | Jon Tenney            | Thomas Nero Wolff       |
| Kilowog                    | Michael Clarke Duncan | Tilo Schmitz            |
| Tomar-Re                   | Geoffrey Rush         | Wolfgang Condrus        |
| Thomas Kalmaku             | Taika Waititi         | Jaron Löwenberg         |

## Kritiken
„In den Charakterzeichnungen äußerst flach geraten, verheizt das 3-D-Spektakel seine Protagonisten aus Fleisch und Blut und das, obwohl die Besetzung mit Peter Sarsgaard als Mad Scientist und Blake Lively als Hal Jordans angehimmelter Kollegin mehr als vorzeigbar ist.“

„Reynolds macht seine Sache zunächst nicht schlecht, indem er Arroganz, Ehrgeiz und Überheblichkeit mit einer unterschwelligen Unsicherheit zu vereinen versucht. Doch das von mindestens vier Autoren zusammengestückelte Drehbuch lässt dem Helden nicht den Hauch einer Chance, einen gebrochenen Charakter à la Peter Parker alias Spider-Man zu entwickeln. Allzu schnell wird aus HaI Jordan der Held Green Lantern, und ab dann gibt sich der Film grell, laut und dumpf.
[…] Die milchigen, viel zu kontrastarmen, von 2D auf 3D konvertierten Comic-Welten muten fast wie amerikanisches NTSC-Fernsehen, nicht aber wie der Ausflug in eine brillante neue Kinotechnik an.“

## Rezeption
Der Film kostete 200 Mio. US-Dollar, wobei das ursprüngliche Budget bei 150 Mio. US-Dollar lag. Des Weiteren kamen noch etwa 125 Mio. US-Dollar Marketingkosten hinzu. Das Einspielergebnis lag jedoch nur bei 220 Mio. US-Dollar weltweit. Der Film zählt zu den größten Flops der Kinogeschichte. The Hollywood Reporter gab an, dass Einnahmen in Höhe von mindestens 500 Mio. US-Dollar nötig gewesen wären, damit der Film ein Kassenerfolg geworden wäre.
Auch in Deutschland waren die Besucherzahlen eher gering. Lediglich 4,6 Mio. US-Dollar wurden hier eingenommen. Der direkte Konkurrent Captain America: The First Avenger hatte mit 4,8 Mio. US-Dollar nur unwesentlich mehr eingespielt.

## Trivia
- Das offizielle Videospiel zum Film wurde am 23. Juli 2010 unter dem Titel Green Lantern: Rise of the Manhunters in San Diego angekündigt und erschien am 1. Juni 2011 für die Xbox 360, PS3, Wii und Nintendo DS.[10][11]
- Der Regisseur Martin Campbell bestätigte die Option, eine Filmtrilogie zu Green Lantern zu machen.[12]
- Die Extended Version, die nur auf Blu-ray Disc erschien, ist neun Minuten länger als die Kinofassung.
- In der Post Credit Szene von Deadpool 2 (2018) reist Deadpool in der Zeit zurück und erschießt Ryan Reynolds, als dieser gerade das Drehbuch zu "Green Lantern" liest, um zu verhindern, dass der Film gedreht wird.